# Blîșceanivka, Dunaiivți
Blîșceanivka (în ucraineană Блищанівка) este un sat în comuna Mîhailivka din raionul Dunaiivți, regiunea Hmelnîțkîi, Ucraina.

## Demografie
Componența lingvistică a localității Blîșceanivka
     Ucraineană (99,61%)
     Alte limbi (0,39%)
Conform recensământului din 2001, majoritatea populației localității Blîșceanivka era vorbitoare de ucraineană (99,61%), existând în minoritate și vorbitori de alte limbi.